# Doty
Doty – miasto w Stanach Zjednoczonych, w stanie Wisconsin, w hrabstwie Oconto.